# كلية ولاية بنسلفانيا للهندسة
كلية ولاية بنسلفانيا للهندسة هي كلية الهندسة بجامعة ولاية بنسلفانيا، ومقرها في حرم يونيفيرسيتي بارك في مدينة يونيفيرسيتي بارك، بنسلفانيا. تأسست عام 1896، تحت قيادة جورج دبليو أثيرتون. اليوم، مع وجود 13 قسمًا أكاديميًا وبرامج تعليمية،  التحق بها أكثر من 11000 طالب جامعي وطلاب دراسات عليا (8166 في حرم يونيفيرسيتي بارك، و 3059 في المواقع الأخرى)،  وتم إنفاق دراسات بحثية قدرت تكلفتها بـ 124 مليون دولار للعام الأكاديمي 2016-2017،  تعد كلية ولاية بنسلفانيا للهندسة واحدة من كليات الهندسة الرائدة في الولايات المتحدة. وتشير التقديرات إلى أن واحدًا على الأقل من بين كل خمسين مهندسًا في الولايات المتحدة حصل على درجة البكالوريوس من ولاية بنسلفانيا. يشغل الدكتور جوستين شوارتز حاليًا منصب عميد الهندسة هارولد وإنجي ماركوس.

## تاريخ الجامعة

### السنوات الأولى: 1855 - 1895
في عام 1854، منح المجلس التشريعي في ولاية بنسلفانيا ميثاقًا لمدرسة المزارعين الثانوية. كان الغرض من المؤسسة وفقًا لكتالوج 1859 "اعتماد نظام تعليمي يشمل [...] أقسام جميع العلوم التي لها تأثير عملي أو نظري على الزراعة. " لم تواجه الجمعية الزراعية لولاية بنسلفانيا أي إعتراض يذكر للاقتراح، وأصبح الميثاق المنقح - بتاريخ 22 فبراير 1855 - اليوم التأسيسي الرسمي لما سيصبح ولاية بنسلفانيا. تم استخدام اعتماد تشريعي قدره 25000 دولار - إلى جانب تعهد إضافي قدره 25000 دولار، بالإضافة إلى الأموال التي تم جمعها من خلال الاكتتاب العام والتبرع الخاص - لبناء المبنى الرئيسي على مساحة 200 فدان في مقاطعة سنتر، بالقرب من المركز الجغرافي للولاية.  تم قبول الفصل الأول المكون من 69 طالبًا في فبراير 1859.

#### تأسيس (بوغ) الخطوة الأولى لكلية الهندسة
تم اختيار إيفان بوغ كأول رئيس لمدرسة المزارعين الثانوية، وبدأ تعيينه في عام 1860. حصل بوغ على درجة الدكتوراه من جامعة جوتينجن عام 1854، وتضمنت رؤيته لمدرسة المزارعين الثانوية توسعًا يتجاوز الزراعة ليشمل المجالات التي من شأنها أن تعود بالفائدة على الأمة ككل.  وكان من أهم هذه الموضوعات الهندسة و «الفنون الصناعية» - وهي موضوعات تتطلب درجة عالية من المعرفة النظرية والعملية، مثل المسح والنجارة.
كانت هذه الفكرة تعتبر جذرية في ذلك الوقت منذ أن كانت الجامعات الأمريكية في عصر بيغ تميل إلى التركيز على موضوعات مثل اللغات القديمة والفلسفة والبلاغة، والتي شعر بوغ بأنها غير مناسبة لأمة تسعى إلى «ترويض بيئة طبيعية غير مستقرة» والحفاظ على الاقتصاد وأهمية سياسية على الساحة العالمية. في وقت تعيين بوغ، كان أقل من 12 جامعة تقدم برامج البكالوريا في الهندسة وأنتجت أقل من 200 خريج مجتمعين؛  في معظم هذه المناهج، تم تضمين الهندسة كواحد من عدة مواد دراسية، بدلاً من كونها تخصصًا خاصًا بها. كان الاعتقاد السائد هو أنه نظرًا لأن الهندسة كانت نفعية وتستفيد منها الكثيرين، فقد كانت أدنى من الكلاسيكيات التي ركزت على التحسين العقلي والأخلاقي للطالب؛ كان الفكر السائد - خاصة في المدارس ذات التقاليد مثل هارفارد وييل ودارتماوث - هو أن دمج الهندسة مع الكلاسيكيات من شأنه أن يقلب هدف التعليم العالي.  في زمن بيو، ركزت معظم البرامج الهندسية بشكل حصري تقريبًا على تطوير المهارات في مجال الهندسة المدنية  - مثل القنوات والسكك الحديدية والجسور - لأسباب واضحة: يتطلب توسع الأمة المعرفة بتطوير البنية التحتية. أدرك بوغ أن التدريب أثناء العمل (الشكل الأكثر شيوعًا لتعلم المهنة)، جنبًا إلى جنب مع النمو الاقتصادي والجغرافي للأمة، لن يلبي بشكل كاف الطلب على المهنيين المتعلمين الملمين بـ "الفنون الميكانيكية.  "
قام منح إعتماد قوانين منحة موريل للأراضي في يوليو 1862 بإسناح الفرصة لبوغ للمساعدة في تأمين مستقبل المدرسة. بموجب أحكام القانون، تُورث منحة الأرض على مؤسسة 30000 فدان لكل عضو في مجلس الشيوخ وممثل عن دولة المؤسسة؛ تم بيع هذه الأرض بعد ذلك، وسيتم استخدام أرباح البيع - التي قد تستغرق شهورًا أو سنوات حتى تتحقق بالكامل - في تمويل الكليات بمناهج دراسية مدتها أربع سنوات. كان لبوغ دورًا أساسيًا في تأمين المدرسة باعتبارها المتلقي الوحيد لجميع عائدات منح الأراضي في عام 1863، الا أنه تم تأجيل رؤيته للتعليم الصناعي لعدة عقود بعد وفاته المفاجئة بسبب التيفوئيد في أبريل 1864 م.

#### برنامج تطوير الفنون الميكانيكية
تم انتخاب ويليام هـ. ألين خلفًا لبو في عام 1864. كان ألين أستاذًا للكيمياء والتاريخ الطبيعي في كلية ديكنسون. على عكس بوغ، أظهر ألين القليل من الاهتمام بتوسيع المناهج الدراسية، وبدلاً من ذلك ركز على التحديات السياسية التي واجهتها الجامعة في ذلك الوقت: على وجه التحديد وهو دين قدره 50000 دولار (ناجم جزئيًا عن عدم قدرة الجامعة على التخلص من 780.000 فدان من الأرض الممنوحة بموجب قانون موريل) وجهود الضغط من كليات بنسلفانيا الأخرى التي تتحدى تصنيف الجامعة كمؤسسة منح الأراضي الوحيدة في الكومنولث. هُزمت جميع الجهود للضغط (ومشروع قانون إعادة التوزيع الناتج) في عام 1865، لكنها تركت الجامعة في حالة يرثى لها من الناحية المالية حيث تم إصدار سندات رهن عقاري بقيمة 80 ألف دولار، لسداد الديون وإنشاء صندوق عامل.
أول بطل حقيقي للفنون الميكانيكية في ولاية بنسلفانيا كان جون فريزر، الذي تم تعيينه أستاذاً للرياضيات عام 1865 ورئيساً للجامعة عام 1866 بعد استقالة ألين. خدم فريزر في جيش الاتحاد جيدًا في ولاية بنسلفانيا، حيث أصبح أول محاضر في المدرسة في التكتيكات العسكرية، وتم استبدال التدريبات العسكرية بالعمل الزراعي للطلاب. هدف فريزر إلى التوسع في رؤية بوغ، وكانت الدورات الأربع الأولى المضافة للعام الدراسي 1868-69 هي العلوم العامة، والأدب، والهندسة الميكانيكية والمدنية، وعلم المعادن والتعدين.  كان كل منها منهجًا مدته أربع سنوات يؤدي إلى درجة بكالوريوس العلوم. أدى انخفاض أعداد المسجلين في ذلك الوقت - 145 طالبًا في 1864-65، و 114 في 1866، و 82 في عام 1867، و 30 في عام 1868، مع عدم تخرج أي فصل في عام 1867 - إلى اتباع نهج حذر لتوسيع المناهج الدراسية: أدرج العام الدراسي 1868-1869 في قائمة الهندسة الميكانيكية والمدنية، لكن الأمناء لم يوظفوا أعضاء هيئة التدريس لتقديم التعليمات. بعد استقالة فريزر في مارس 1868، قام الأمناء بحل المناهج الجديدة وخفض إجمالي أعضاء هيئة التدريس إلى أربعة (استقال اثنان منهم في النهاية)، وواجهت الجامعة نقصًا حادًا في ثقة الجمهور في استقرار المؤسسة. 
خلف فريزر توماس إتش بوروز، الذي شعر أن نوايا قانون موريل ستخدم بشكل أفضل من خلال الإعداد الأساسي لمدرسة المزارعين الثانوية. أعاد بوروز العمل اليدوي وقدم دورة دراسية واحدة،  بموجب نظام Burrowes. كانت الدورة الزراعية إلزامية، وتم منح الطلاب درجة البكالوريوس في الزراعة العلمية بعد ثلاث سنوات من الدراسة.  كانت السنة الرابعة (الاختيارية) هي الدورة العلمية المخصصة «للمهندسين المدنيين، والميكانيكا العامة، إلخ.» ويؤدي إلى درجة بكالوريوس العلوم؛  على الرغم من اسمها، تضمنت الدورة العلمية القليل من التعليمات الرسمية في الهندسة، ولم يتم تعيين أي كلية للهندسة. كانت السنة الخامسة (اختيارية أيضًا) تُعرف باسم الدورة الأدبية، والتي عكست بشكل وثيق الشكل التقليدي لتعليم الكلاسيكيات، وبلغت ذروتها في درجة البكالوريوس في الآداب.  كان للمنهج المكثف في الزراعة تأثير ضئيل على الالتحاق: إذ شهد العام الدراسي 1870-1871 التحاق 59 طالبًا، 52 منهم في السنة الأولى أو الثانية من الدراسة.  إن حقيقة أن الزراعة كانت غير كافية لدعم كلية بأكملها كانت من ذوي الخبرة من قبل العديد من مؤسسات منح الأراضي، وتفاقم التحدي المتمثل في دمج إصلاح المناهج غير الزراعية بسبب اللامبالاة العامة للهيئة التشريعية في ولاية بنسلفانيا تجاه مؤسسات منح الأراضي ككل.  كان هناك شعور بأنه، بما أن المدرسة كانت أداة للكومنولث، ينبغي دعمها من خلال الاعتمادات العادية للدولة؛ ومع ذلك، غالبًا ما تم تلقي النقد لإصلاح المناهج الدراسية من هاريسبورغ، ولكن ليس الأموال اللازمة لسنه.  استمر العبء المالي من إدارة ألين، وتوفي بوروز بسبب الإجهاد (نتيجة نزهة جبلية مع الطلاب) في فبراير 1871 قبل رؤيته لتطبيق الدورة المكونة من ثلاثة دورات. 

#### عهد جيمس كالدر
تم انتخاب القس جيمس كالدر خامس رئيس لولاية بنسلفانيا في عام 1871. ألغى كالدر نظام الدورات الثلاث الذي اقترحه بورويس وأعاد منهج السنوات الأربع وشعر أن قانون موريل تصور أكثر من مجرد تعليم رسمي في الزراعة، وأعاد دمج العديد من عناصر المؤسسات الكلاسيكية الأرثوذكسية. بدأت الجامعة في تقديم شهادات البكالوريا غير الزراعية، واعتمدت اسم كلية ولاية بنسلفانيا في عام 1874 لتعكس المنهج الموسع.  لم يتم وضع مخصصات للفنون الميكانيكية، باستثناء كيفية ارتباطها بالزراعة والدورات العلمية. بدأ دمج العروض الميدانية الروتينية لمختلف الأدوات الزراعية في المناهج الدراسية، ولم يتم تقديم الدورات الدراسية للهندسة المدنية إلا على مستوى عالٍ؛ كانت المعامل والممارسات العملية غير موجودة، حيث تم اعتبار «تطبيقات المعرفة» المتاحة في الشركات المحلية (مثل مصانع النسيج، وأعمال الغاز والمياه، ومناجم الفحم) كافية.  وفي الوقت نفسه، ارتفعت الكليات والجامعات في جميع أنحاء البلاد التي تضم أقسامًا هندسية مخصصة إلى 70 بحلول عام 1872 - وكان أكثر من نصفها منحًا للأراضي - واستمرت ولاية بنسلفانيا في التأخر بسبب الإصرار على تقليد المؤسسات الكلاسيكية. تم تحويل الإيصالات من بيع قطعة الأرض إلى سند بفائدة في عام 1872، مما أدى (من بين أمور أخرى) إلى إلغاء الرسوم الدراسية في عام 1874: بدلاً من ذلك، تم فرض رسوم سنوية ثابتة على الطلاب قدرها 20 دولارًا للوقود والإضاءة وخدمة الحراسة. تخرج 14 طالبًا فقط خلال الفترة من 1875 إلى 1877، وأدى عدم الرضا عن إدارة كالدر بين الأمناء وأعضاء هيئة التدريس والهيئة التشريعية إلى استقالته في عام 1879. 

#### خلو المنصب بعد جوزيف شورتليدج وجيمس ماكي
خلف جوزيف شورتليدج كالدر في عام 1880، وكان أول عمل له هو الإساءة إلى الأمناء وأعضاء هيئة التدريس والطلاب وعامة الناس بخطابه في تدريبات البدء في يوليو 1880. شهدت إدارة شورتليدج تشكيل لجنة ويكرشام، التي تم تشكيلها للمساعدة في الإصلاح الهائل اللازم لمساعدة الكلية على تلبية احتياجات الدولة الأكثر تصنيعًا في البلاد. وبكلمات شورتليدج المقتبسة «بصفتنا كلية صناعية، نحن فاشلون»؛  ومع ذلك، كانت اللجنة المكونة من ثلاثة أساتذة تضم هيئة تدريس يعتقد شورتليدج أنها ستكون فاترة تجاه إعادة التنظيم. ثبت أن الاستثناء هو ثورنتون أوزموند، أستاذ الفيزياء، الذي أطلق دراسة إعادة التنظيم غير الرسمية الخاصة به - بدعم من أعضاء هيئة التدريس والأمناء المتعاطفين - بسبب بطء لجنة ويكرشام والموقف الراسخ لأعضاء هيئة التدريس الآخرين في لوحة شورتليدج.  أظهر وجود «لجنة» أوزموند مدى توتر العلاقات بين الرئيس وأعضاء هيئة التدريس،  وقدم شورتليدج استقالته في عام 1881 "مصاغة بعبارات مسيئة للغاية [...] لدرجة أن [الأمناء] قبلوها على الفور.  "
تم تقديم توصيات أوزموند إلى - وقبلها على الفور تقريبًا - الرئيس بالنيابة جيمس واي ماكي وتضمن المنهج المقترح ست دورات دراسية: اثنان «عامان» (مقتنيات علمية وكلاسيكية من كالدر)، وأربعة «تقني» (زراعي، والتاريخ الطبيعي، والكيمياء، والفيزياء، والهندسة المدنية)، وتدريبات في الفنون الميكانيكية. تم قبول هذا الاقتراح من قبل الأمناء، الذين عينوا لويس أ. برنارد، وهو مهندس مدني ذو خبرة عالية، لرئاسة قسم الهندسة المدنية. كان الأمناء واثقين جدًا من توصيات أوزموند، وقبول ماكي لها، لدرجة أنهم طلبوا من الجمعية العامة التحقيق في شؤون الكلية، معتبرين أن التحقيق سيثبت جهود إعادة التنظيم ويجذب المزيد من الطلاب.  عندما نُشر التقرير في فبراير 1882، لم يبرر فقط جهود إعادة التنظيم، ولكنه حث أيضًا الهيئة التشريعية في ولاية بنسلفانيا على تخصيص «اعتمادات دورية وسخية» لولاية بنسلفانيا:  "[...] يجب على الدولة أن تمنحها مثل هذه الرعاية كما تشاء لا تجعله مجرد موضوع فخر فقط، بل مصدر فائدة لا تُحصى لأبنائنا وبناتنا.  "

#### جورج أثرتون ونشأة كلية الهندسة
خلق تعيين جورج أثرتون كرئيس في عام 1882 حقبة من الاستقرار والنمو غير العاديين لولاية بنسلفانيا. أعطيت الأولوية القصوى لتوسيع البرنامج الهندسي، ووافق أثرتون على الفور على إنفاق معدات بقيمة 3000 دولار للتدريب العملي وجلسات المختبر. تمسك أثرتون بقوة بوجهة النظر القائلة بأن ولاية بنسلفانيا يجب أن تكون مؤسسة هندسية وصناعية، وليست كلاسيكية، وأن الكلاسيكيات لا ينبغي أن تكون «شيئًا رائدًا» في مناهج الكلية. كان الاستنتاج المنطقي لهذا هو أن الفنون الميكانيكية يجب أن تكون أيضًا على قدم المساواة مع الزراعة، نظرًا للتصنيع السريع للأمة. أخذ جميع الطلاب الآن دورات دراسية متطابقة خلال سنتهم الأولى والثانية، مع تخصص في الهندسة مخصص لسنواتهم الأولى والعليا.
بالإضافة إلى ذلك، بدأ تقديم دورات قصيرة (ثلاثة في الزراعة، وواحدة في الكيمياء، وواحدة في التعدين، وواحدة في الميكانيكا الابتدائية)، بدون أي شروط للقبول أو الحصول على درجة علمية. 
على الرغم من التحسينات التي أدخلت على منهج الهندسة المدنية، أدرك أثرتون أن هناك حاجة إلى مزيد من التطور. ولهذه الغاية، حث لويس ريبر، مدرس الرياضيات، على حضور معهد ماساتشوستس للتكنولوجيا للعمل في الدراسات العليا في الهندسة الميكانيكية - وإيلاء اهتمام خاص للعمليات والإجراءات المستخدمة في التعليم الهندسي - من أجل تطوير برنامج الفنون الميكانيكية في ولاية بنسلفانيا لمدة عامين. في منهج الهندسة الميكانيكية لمدة أربع سنوات. قبل ريبر التحدي، ودرس أيضًا أساليب التعليم الهندسي المستخدمة في معهد ورسيستر للفنون التطبيقية ، ومعهد ستيفنز للتكنولوجيا، وجامعة واشنطن في سانت لويس، وجامعة مينيسوتا لإنشاء خط أساس لبرنامج ولاية بنسلفانيا، والذي كان يتألف في ذلك الوقت الرسم الميكانيكي والنجارة. أشرف ريبر أيضًا على تركيب مسبك وحدادة، وفي عام 1884 طلب 3500 دولار لبناء مبنى جديد مخصص فقط للفنون الميكانيكية ؛  وافق أثرتون على الفور على طلب ريبر، وكان المبنى الناتج هو أول مبنى يتم تشييده لأغراض أكاديمية بحتة. تم شراء الآلات والمعدات للمبنى بأسعار مخفضة من الشركات المصنعة للمعدات بناءً على إمكانات الإعلان والشهرة الكامنة التي يمكن العثور عليها في ملصقات العناصر "للأغراض التعليمية".  "
بالإضافة إلى توفير التعليمات اللازمة، قام قسم الهندسة الميكانيكية أيضًا بإدارة المدخنة ومحطة التدفئة بالبخار (بدءًا من عام 1887) والمحرك البخاري والمولد بقدرة خمسين حصانًا والمستخدمين لتشغيل الإضاءة المتوهجة في الحرم الجامعي. وبذلك اكتسب الطلاب خبرة عملية من خلال الأعمال الروتينية المطلوبة لإدارة هذه الآلات وصيانتها. أدى إنشاء منهج الهندسة الميكانيكية إلى فصل الطلاب في مسارات «عامة» و «فنية» (لا تختلف تمامًا عن التعليم العام الحديث ومتطلبات التدريس الخاصة بالتخصصات الرئيسية)، وضم المنهج الدراسي ما يعتبر الآن مقررات دراسية «نموذجية» في العلوم والرياضيات، بالإضافة إلى العديد من التدريبات (واحدة لكل فصل من فصلي الخريف والشتاء والربيع) لتطوير مهارات مثل الرسم وصنع النماذج والمسح والكيمياء والميكانيكا وبناء الآلات.
أصدر ثورنتون أوزموند أيضًا توصيات بأن يتم دمج الهندسة الكهربائية في مجالها الخاص (كانت قد أقيمت سابقًا في قسم الفيزياء)؛ وافق أثرتون على هذا الطلب، وأنشئ قسم الفيزياء والتقنيات الكهربائية في عام 1887 لاستكشاف التطبيقات العملية للكهرباء. أثبتت المناهج الهندسية المنقحة شعبيتها: فمن بين 92 طالبًا مسجلين للعام الدراسي 1887-188، كان أكثر من 35٪ منهم في الهندسة (18 ميكانيكيًا، و 15 مدنيًا). ارتفع معدل الالتحاق في العام التالي إلى 113، منها 42٪ في الهندسة (22 ميكانيكيًا، 17 مدنيًا، 9 كهربائيًا).
تطلبت الشعبية المتزايدة للمناهج الهندسية أيضًا نموًا ماديًا للحرم الجامعي. في عام 1891، تم تخصيص 100000 دولار لبناء مبنى مخصص بالكامل للهندسة. تم تخصيص هذا المبنى، المسمى الهندسة العامة، في 22 فبراير 1893، حيث ركز معظم خطاب التفاني على أهمية التعليم الهندسي للازدهار والتقدم الوطني. تم شراء وتركيب آلات إضافية، بما في ذلك المحرك البخاري آلي كالمرز ثلاثي التوسع (تم تعديله على نطاق واسع للتطبيقات المختبرية والتجارب). استمر البرنامج الهندسي في توسيع نطاق عروضه: في عام 1893، وافق الأمناء على إضافة دورة في هندسة التعدين، مع تعيين ماغنوس سي. إيلسينج (سابقًا في مدرسة كولورادو للمناجم) كأستاذ ورئيس قسم.  انقسمت الهندسة الكهربائية تمامًا عن الفيزياء والكهرباء، وأصبحت قسمًا خاصًا بها يرأسه جون برايس جاكسون - والذي يبلغ من العمر 24 عامًا، وهو أصغر رئيس قسم في الحرم الجامعي. بحلول عام 1890، كان قسم الهندسة الرئيسية يضم أربعة أقسام هندسية (مدنية ، وميكانيكية ، وتعدين ، وكهربائية) في مساحة كانت مخصصة في الأصل لشخصين. ظلت الزيادات في الالتحاق مستمرة: في العام الدراسي 1890-1891 كان هناك 127 طالبًا جامعيًا ، 73 منهم في الهندسة (37 مدني ، 19 ميكانيكيًا ، 17 كهربائيًا)؛ بحلول عام 1893، ارتفع هذا العدد إلى 181 طالبًا ، و 128 في الهندسة (57 كهربائيًا ، و 44 ميكانيكيًا ، و 18 مدنيًا ، و 9 مناجم). وغني عن القول أن الاكتظاظ أصبح مشكلة.
كان هناك العديد من التوسعات في الدورات الدراسية أيضا. بدأ قسم الهندسة المدنية في تضمين تعليمات في الهندسة الصحية والهيدروليكية ؛ ومع ذلك ، كان لا يزال الطلاب لم تتح لهم الفرصة بعد للتخصص في جانب معين من المهنة المرغوبة خارج المختبر وأطروحة العمل. في عام 1894، تمت إضافة متطلب منهج جديد: كان يُطلب من جميع الطلاب الجدد وطلاب السنة الثانية وطلاب الهندسة المبتدئين أن يأخذوا دورة صيفية مدتها أسبوعين لاكتساب الخبرة الميدانية من خلال زيارات إلى مناجم الفحم ومحلات السكك الحديدية والمسابك ومحطات الطاقة والأعمال المماثلة . كان هذا أول عرض لدورة صيفية في تاريخ ولاية بنسلفانيا.
أدى الطلب المتزايد إلى تشكيل سبع مدارس داخل ولاية بنسلفانيا. وأعطى قانون موريل الثاني (1890) لكل مؤسسة من مؤسسات منحة أراضي بقيمة 15000 دولار ، والتي زادت بمعدل 1000 دولار في السنة (بحد أقصى 25000 دولار)، ليتم استثمارها في التدريس في الزراعة ، والفنون الميكانيكية وما إلى ذلك مع "إشارة محددة إلى تطبيقاتهم في صناعة الحياة. " كان للتطوير في الهندسة معظمه على حساب تطوير المناهج غير الفنية.  ظل أثرتون مقتنعًا بأن الكلية يجب أن تزيد التدريس في الدراسات الليبرالية لجميع الطلاب ، لكي يصبحوا "[رجالًا] يتمتعون بثقافة واسعة ومواطنين صالحين. " وتحقيقا لهذه الغاية ، كان الهدف من إنشاء المدارس السبع هو القضاء على الازدواجية في التدريس والموارد مع تشجيع وتسهيل التعاون بين الإدارات ذات الصلة. ولعل الأهم من ذلك أنها نقلت أيضًا عبء الإدارة من مكتب الرئيس إلى العمداء. أصبح لويس ريبر أول عميد لكلية الهندسة التي مارست السلطة على أقسام الهندسة المدنية والميكانيكية والكهربائية. وشكل منهج هندسة التعدين جوهر مدرسة المناجم ، حيث تم تعيين ماغنوس إيلسينغ عميدًا لها.

## هيئة الطلاب
تعد هيئة الطلاب في كلية الهندسة كبيرة نسبيًا ، حيث بلغ إجمالي طلاب الجامعة 8,166 طالبًا جامعيًا  و 1,441 طالب دراسات عليا  مسجلين في يونيفيرسيتي بارك في بداية فصل خريف 2016. إذ يبلغ متوسط حجم الفصل الدراسي في التخصصات الهندسية 25 طالبًا ، ويمثل طلاب الهندسة 21٪ من إجمالي عدد الطلاب في كلية شراير الفخرية.
متوسط درجة سات للمتقدمين المقبولين هو 1450 في 1600 SAT ، أو 2086 في سات 2400 . وسجل متوسط المعدل التراكمي للمتقدمين 3.6. وفي العام الدراسي 2015-2016، منحت الكلية 1712 درجة جامعية  و 471 درجة جامعية  في تخصصات الهندسة.

## التصنيفات الأكاديمية والشهادات التي تقدمها الكلية
يتم تقديم تخصصات معينة (مثل هندسة المسح والعديد من تخصصات التكنولوجيا الهندسية) فقط في حرم جامعة ولاية بنسلفانيا في الكومنولث ، بينما يتم تقديم تخصصات أخرى (مثل هندسة النظم البيئية ، وعلوم المواد والهندسة ، وهندسة التعدين ، وهندسة البترول والغاز الطبيعي) من خلال كلية علوم الأرض والمعادن.
أقسام علوم وهندسة المواد وهندسة التعدين وهندسة البترول والغاز الطبيعي وهندسة النظم البيئية وهندسة الطاقة تابعة لكلية علوم الأرض والمعادن. تم تصنيف قسم علوم وهندسة المواد في المرتبة العاشرة على المستوى الوطني ،  وبرنامج هندسة البترول في المرتبة رقم 4 على الصعيد الوطني. 
أحدث تصنيفات برامج الهندسة الجامعية في ولاية بنسلفانيا كانت على النحو التالي:  
| التخصص                                | ترتيب 2018 |
| ------------------------------------- | ---------- |
| الطيران / هندسة الملاحة الفضائية      | 15         |
| الهندسة المعمارية                     | غير مصنفة  |
| الهندسة البيولوجية / الزراعية         | 9          |
| الهندسة الطبية الحيوية                | غير مصنفة  |
| هندسة كيميائية                        | 17         |
| هندسة مدنية                           | 14         |
| هندسة الحاسوب                         | غير مصنفة  |
| علوم الكمبيوتر                        | غير مصنفة  |
| هندسة كهربائية / إلكترونية / اتصالات  | غير مصنفة  |
| علم الهندسة                           | غير مصنفة  |
| الهندسة البيئية / هندسة الصحة البيئية | 13         |
| هندسة صناعية / تصنيعية                | 7          |
| هندسة المواد                          | 10         |
| هندسة ميكانيكي                        | 14         |
| الهندسة النووية                       | غير مصنفة  |

أحدث تصنيفات برامج الدراسات العليا في جامعة ولاية بنسلفانيا هي: 
| التخصص                                     | ترتيب 2019 | الشهادة المقدمة                                          |
| ------------------------------------------ | ---------- | -------------------------------------------------------- |
| الصوتيات                                   | 1          | M.Eng. MS ، Ph.D.                                        |
| الطيران / الطيران / هندسة الملاحة الفضائية | 15         | م. ماجستير ، دكتوراه.                                    |
| الهندسة المعمارية                          | غير مصنفة  | M.Eng. MS ، Ph.D.                                        |
| الهندسة البيولوجية / الزراعية              | 8          | ماجستير ، دكتوراه.                                       |
| الهندسة الطبية الحيوية / الهندسة الحيوية   | 31         | ماجستير ، دكتوراه ، دكتوراه في الطب / دكتوراه.           |
| هندسة كيميائية                             | 24         | ماجستير ، دكتوراه.                                       |
| هندسة مدنية                                | 17         | M.Eng. MS ، Ph.D.                                        |
| هندسة الحاسوب                              | 26         | M.Eng. MS ، Ph.D.                                        |
| هندسة كهربائية / إلكترونية / اتصالات       | 30         | M.Eng. MS ، Ph.D.                                        |
| هندسة الصحة البيئية / البيئية              | 17         | M.Eng. MS ، Ph.D.                                        |
| الصناعة / التصنيع / هندسة النظم            | 7          | M.Eng. MS ، Ph.D.                                        |
| هندسة المواد                               | 12         | ماجستير ، ماجستير ، دكتوراه ، دكتوراه في الطب / دكتوراه. |
| هندسة ميكانيكي                             | 16         | M.Eng. MS ، Ph.D.                                        |
| الهندسة النووية                            | 9          | M.Eng. MS ، Ph.D.                                        |

تم تصنيف كلية الهندسة أيضًا على مستوى عالٍ على صعيد البرنامج:     
| المصدر                                    | التصنيف العالمي | أمريكا | الجامعات الأمريكية الحكومية |
| ----------------------------------------- | --------------- | ------ | --------------------------- |
| US News & World Report : المرحلة الجامعية |                 | 20     | 19                          |
| US News & World Report : Graduate         |                 | 33     | 20                          |
| تايمز هاير إد                             | 54              | 22     | 12                          |
| شنغهاي                                    | 58              | 23     | 15                          |
| كيو إس                                    | 111             | 22     | 11                          |
| متوسط                                     | 74              | 22     | 13                          |

### الحد الأدنى للرواتب حسب التخصص والعائد على الاستثمار
يتراوح متوسط رواتب الخريجين الحاصلين على درجة البكالوريوس من كلية الهندسة في البداية من حوالي 57000 دولار إلى أكثر من 83000 دولار ، اعتمادًا على التخصص ، مع حصول خريجي درجة البكالوريوس من عدة تخصصات على راتب متوسط يزيد عن 60 ألف دولار. تم تصنيف الكلية في المرتبة رقم 19 من حيث أفضل عائد على الاستثمار ، حيث بلغ متوسط عائد الاستثمار الصافي لمدة ثلاثين عامًا 789300 دولارًا.

## المختبرات ومراكز البحوث
بالإضافة إلى البحث داخل الأقسام ، يجري أعضاء هيئة التدريس والطلاب في كلية ولاية بنسلفانيا للهندسة أيضًا أبحاثًا من خلال مراكز بحثية متعددة التخصصات ومعاهد بحثية متنوعة:  

### وحدات بحثية متعددة التخصصات
- معمل الأبحاث التطبيقية (ARL): تم تعيين وزارة الدفاع الأمريكية كمركز أبحاث تابع لجامعة البحرية الأمريكية وأكبر وحدة بحثية بالجامعة
- مركز تكنولوجيا تخزين الطاقة والبطاريات (BEST): متخصص في مجال البحث الناشئ لتخزين الطاقة [71]
- مركز الصوتيات والاهتزاز (CAV): مجموعة من تسعة مختبرات تقوم بأبحاث متعددة التخصصات في مجالات مثل التحكم في الاهتزاز النشط والسلبي ، والهياكل التكيفية ، والصوتيات الدوارة ، والصوتيات تحت الماء ، والضوضاء والاهتزاز الناجم عن التدفق [72]
- معاهد Huck لعلوم الحياة: مجموعة من المعاهد ومراكز التميز التي تجري أبحاثًا في مجالات مثل علم البيئة والمعلوماتية الحيوية وعلم وظائف الأعضاء التكاملي والطب الحيوي وعلم الأعصاب وعلم الوراثة الإحصائي وبيولوجيا النبات ، من بين أشياء أخرى عديدة [73]
- معهد العلوم الحاسوبية: منشأة حوسبة عالية الأداء قادرة على أداء محاكاة متقدمة ، ونمذجة إحصائية ، وتحليل البيانات ، واستخراج البيانات ، واستخراج البيانات [74]
- معهد أبحاث المواد: معهد متعدد التخصصات يضطلع بجهود بحثية في المواد ثنائية الأبعاد (مثل الجرافين) والطلاء ، والتصنيع الإضافي، والمواد الإنسانية ، والكهرومغناطيسية النانوية ، والألياف النانوية ، والمواد الفوقية الضوئية ، والأغشية الرقيقة الكهرضغطية ، من بين أمور أخرى [75]
- معاهد ولاية بنسلفانيا للطاقة والبيئة: وحدة متعددة التخصصات تركز الجهود البحثية على إمدادات الطاقة المستقبلية (بما في ذلك التحويل الضوئي للطاقة الشمسية وطاقة الرياح، بالإضافة إلى الآثار الاقتصادية لتوليد الطاقة)، وأنظمة الطاقة الذكية ، والتأثيرات الصحية والبيئية للطاقة ، وتأثيرات النظام البيئي من الطاقة والمياه والدورات البيوجيوكيميائية [76]

### المعاهد
- معهد هندسة الطاقة والبيئة (E3I): يركز على موضوعات مثل تنقية المياه ، ومنصات الاستشعار عن بعد للدراسات البيئية ، وإنتاج الوقود الحيوي من أجل تعزيز تطوير التقنيات المستدامة [77]
- معهد هندسة المرافق: يهدف إلى تعزيز أهداف هندسة المرافق من خلال البحث التطبيقي ، ويقدم خدمات هندسة المرافق والبرامج التعليمية ، فضلاً عن خدمات إدارة الطاقة للعديد من وكالات ولاية بنسلفانيا ، والحكومة الفيدرالية ، والعديد من المنظمات غير الربحية [78]
- معهد أبحاث الشبكات والأمن (INSR): يقدم الخبرة في شبكات المحمول وتصميم البروتوكول وتحليل الأداء والاتصالات اللاسلكية والتطبيقات الشبكية وأمن الإنترنت وأنظمة التشغيل الآمنة والشبكات اللاسلكية المخصصة الآمنة وأنظمة الاتصالات الآمنة [79]
- معهد أبحاث الغاز الطبيعي: وهو مكمّل لأكثر من عشرين مركزًا بحثيًا في جميع حرم جامعة ولاية بنسلفانيا ، يركز على الانتقال إلى إمدادات طاقة منخفضة الكربون من خلال تطبيقات النفط والغاز غير التقليدية [80]
- معهد النقل لارسون: مركز أبحاث النقل الأول الذي يستضيف مركز أبحاث واختبار الحافلات ، ومركز دراسات الطرق الترابية والحصى ، ومركز التميز الشمالي الشرقي لتقنية الرصف [81]

### المراكز والمعامل
- مركز الاحتراق والطاقة والدفع: مركز تعاوني ومركّز دوليًا مكرس لتحسين فهم أساسيات الاحتراق وتطبيق علوم الاحتراق على التقنيات المتقدمة ، بما في ذلك توليد الطاقة المتقدمة والمواد النشطة ونمذجة الديناميكيات الجزيئية [82]
- مركز التصميم الإلكتروني: تحالف مشترك يتكون من سبع جامعات والعديد من المؤسسات الصناعية والحكومية ، يركز على إنشاء أدوات تصميم جديدة لإنتاج منتجات عالية الجودة بتكلفة منخفضة [83]
- مركز تحول منظمة الصحة: مركز أبحاث تعاوني ممول من مؤسسة العلوم الوطنية ويركز على دعم إدارة الرعاية الصحية والابتكارات السريرية وتكنولوجيا المعلومات [84]
- مركز معالجة المواد المبتكرة من خلال الترسيب الرقمي المباشر (CIMP-3D): مخصص لتطوير ونشر تكنولوجيا التصنيع المضافة لأنظمة المواد المعدنية والمتقدمة إلى المكونات والهياكل الهامة [85]
- مركز المنتجات المبتكرة الملبدة: مركز يركز على تطوير تقنية جديدة للمواد الملبدة والجسيمات والمواد المقاومة للصهر والمواد الصلبة [86]
- مركز تفاعلات المواد الموجية متعددة النطاقات: مركز متعدد التخصصات يركز على تفاعلات المواد المعرضة لأطوال موجية فردية ومجموعات من الموجات [87]
- مركز تعليم تكنولوجيا النانو واستخدامها: مركز تعليم التكنولوجيا المتقدمة الممول من NSF والمخصص للبحث والتطوير في مجال تكنولوجيا النانو، بما في ذلك دمج تقنية النانو في كل من تطبيقات التعليم والصناعة [88]
- مركز الهندسة العصبية: مركز أبحاث مشترك بين الكليات مخصص لتطوير الجيل القادم من الأجهزة الطبية الذكية للعلاج السريري لأمراض الدماغ [89]
- مركز هندسة المشاريع الخدمية: أول مركز أكاديمي أمريكي مخصص بالكامل لدراسة وممارسة هندسة الخدمات ، مع التركيز على دراسة وتصميم وتنفيذ إدارة الإيرادات وتخطيط القوى العاملة وإدارة جودة الخدمة ؛ يركز المركز بشكل أساسي على قطاعات الضيافة والترفيه والنقل والاتصالات والأمن [90]
- مختبر علوم الاتصالات والفضاء: مركز أبحاث متعدد التخصصات يركز على الظواهر الكهرومغناطيسية لاستكشاف ديناميات الغلاف الجوي والغلاف الجوي المتأين ، فضلاً عن دراسة الظواهر الكهرومغناطيسية مثل انتشار النبض وتشتت وتصميم الهوائيات [91]
- مركز المحركات الكهروكيميائية: يركز على إجراء البحوث الأساسية والتطبيقية على خلايا الوقود وتقنيات تخزين الطاقة والبطاريات المتقدمة لأجهزة الطاقة الكهروكيميائية ، بما في ذلك الدفع الكهربائي وتوليد الطاقة الثابتة ، فضلاً عن الإلكترونيات الشخصية والمحمولة [92]
- معمل الاحتراق عالي الضغط: يركز على إجراء البحوث الأساسية والتطبيقية على الدوافع الغازية والصلبة والسائلة والهلامية لأنظمة الدفع الصاروخي والمدافع ، بالإضافة إلى احتراق المعادن والوقود الصلب للطائرات النفاثة وأنظمة الدفع الهجينة ، واستئصال / تآكل فوهة الصواريخ المواد والعزل والمواد الواقية من الحرارة [93]
- مركز أبحاث الإسكان: مكرس لخدمة صناعة بناء المساكن من خلال تحسين جودة الإسكان والقدرة على تحمل تكاليفه [94]
- مركز طاقة الهيدروجين: مركز متعدد التخصصات يركز على تقنيات الإنتاج والاستهلاك القائمة على الهيدروجين في محاولة لتعزيز الجهود التي تركز على الهيدروجين لإنتاج الطاقة المستدامة ، بما في ذلك تحويل مصادر الكتلة الحيوية إلى طاقة وتطوير تقنيات تخزين الهيدروجين الجديدة [95]
- مركز البيئة الداخلية: يركز على البحث متعدد التخصصات في مجالات جودة الهواء الداخلي ، والهندسة الحيوية الجوية ، والصوتيات ، والإضاءة في سياق مستدام [96]
- مختبر تصميم النظم الدقيقة: يركز على تطوير أجهزة الكمبيوتر ذات الأغراض الخاصة ، وأدوات التصميم الآلي ، وإدارة طاقة التسرب ، وهياكل الكمبيوتر الذكية ، والحوسبة منخفضة الطاقة للغاية ، وحوسبة مركز البيانات ، وأمن الأجهزة [97]
- مركز علوم وهندسة الإشعاع: أُنشئ لإدارة مرافق الأبحاث النووية بالجامعة ، ولتوفير مرافق تحليل واختبار نووية آمنة للجامعة والهيئات الحكومية والشركات [98]
- مركز التميز لأبحاث الرفع العمودي: واحد من ثلاثة مراكز امتياز لأبحاث الرفع العمودي في الولايات المتحدة ، يشارك VLRCOE في المشاريع المتعلقة بتطوير الطائرات ذات الأجنحة الدوارة ، بما في ذلك الديناميكيات والديناميكا الهوائية والميكانيكا الهوائية والصوتيات والتحكم في الطيران والتثليج و HUMS والهياكل الذكية والمواد المتقدمة والتحكم النشط في الضوضاء والاهتزاز وتقنيات نظام الدفع وتصميم الطائرات المتقدم [99]
- معمل الاتصالات والشبكات اللاسلكية: مخصص للبحث في تكنولوجيا الاتصالات اللاسلكية والشبكات اللاسلكية ونظرية المعلومات لتطوير تقنية اتصالات لاسلكية آمنة وعالية السعة وعالية الموثوقية [100]

## المنظمات الطلابية
تستضيف كلية الهندسة أكثر من خمسين منظمة يديرها الطلاب وتشمل جمعيات تشريفية وطنية بالإضافة إلى المشاريع والمسابقات المتخصصة التي تهم الطلاب. تشجع هذه المنظمات على التطوير المهني ، والتواصل ، والاعتراف بالإنجاز الأكاديمي المتميز ، وإتاحة الفرصة لتطبيق التعليمات النظرية على المشكلات العملية. تتميز العديد من المنظمات أيضًا بعقد اجتماعات دورية للمتحدثين ، والتي تُعرّف الطلاب بالتطورات والاتجاهات الحالية في مجال دراستهم.

## خريجين متميزين
تضم كلية الهندسة أكثر من 100,000 من خريجي الهندسة ممن لازالوا على قيد الحياة.  تعد جمعية خريجي الهندسة بولاية بنسلفانيا (PSEAS) أقدم مجموعة خريجين نشطة في جامعة ولاية بنسلفانيا.  من الخريجين البارزين هم:
- بنسون إل دوتون (1933، الهندسة المدنية)، أول أمريكي من أصل أفريقي يتخرج من كلية الهندسة بولاية بنسلفانيا.[102]

- وليام ديفندرفر (1938، الهندسة الميكانيكية)، نائب الرئيس الأول لشركة يونايتد تكنولوجيز.[103]
- ستيفن لورسكي (1939 ماجستير ، 1943 دكتوراه في الهندسة الكيميائية)، مهندس كيميائي سابق في مشروع مانهاتن ومشارك في برنامج الذرة من أجل السلام . عيّن في اللجنة الاستشارية العامة للجنة الطاقة الذرية من قبل الرئيس ليندون جونسون عام 1964، وعمل أيضًا في اللجنة الاستشارية لضمانات المفاعل قبل تقاعده كمدير مشارك لمختبر أرجون الوطني.[104]

- بنجامين بول بلاسينجيم (1940)، مدير شركة دلكو للإلكترونيات وإير فورس كولونيل الذي عمل على فرق الهندسة والبحث في البنتاغون للدعوة لتطوير محرك نفاث توربوفان، وشغل منصب كبير مسؤولي التوجيه في برنامج تطوير الصواريخ بالقوات الجوية. تضمنت حياته المهنية تطوير أنظمة توجيه الصواريخ المعززة ، وأنظمة إطلاق النار المستقرة الجيروسكوبية ، وأنظمة الملاحة بالقصور الذاتي للطائرات التجارية ووسائل النقل العسكرية ، وحصل على وسام وزارة الدفاع للخدمة العامة المتميزة ، وميدالية الخدمة العامة الاستثنائية لوكالة ناسا ، ووسام الاستحقاق، وسام الثناء الرئاسي ، وعضو في قاعة مشاهير الطيران الوطنية.[105]

- ديفيد إي بيرجرين (1940، الهندسة المدنية)، قائد كتيبة المهندسين القتالية رقم 291 الذي خدم في معركة الانتفاخ ومعركة ريماجين خلال الحرب العالمية الثانية.
- جايكوب جيست (1942 MS ، الهندسة الكيميائية)، مساهم رئيسي في سلامة عمليات التبريد بالغاز الطبيعي المسال.[106]
- نوريس (1942، الهندسة الزراعية)، الذي ساهم عمله في اكتشاف فيتوكروم.[107]
- ماكس بيترز (1942 BS ، 1947 MS ، 1949 Ph.D. هندسة كيميائية)، الأكاديمية الوطنية للهندسة والباحث الرائد في تلوث الهواء الذي أدت دراساته إلى تطوير المحول الحفاز.[108]
- دونالد آر إف هارلمان (1943، الهندسة المدنية)، خبير معترف به دوليًا في جودة المياه ومعالجة النفايات الذي قاد جهود تنظيف الموانئ في العديد من البلدان في جميع أنحاء العالم.
- لي سترول جومر جونيور (1948، الهندسة الكيميائية)، المدير الفني السابق لشركة إير بروداكتس والمسؤول عن تسييل الهيدروجين في برامج أبولو ومكوك الفضاء. عمل جومر أيضًا في مشروع مانهاتن وفي White Sands Missile Range أثناء خدمته في الجيش. حصل جومر أيضًا على العديد من الجوائز خلال حياته المهنية ، بما في ذلك جائزة المهندسين المتميزين (الجمعية الوطنية للمهندسين المحترفين) وجائزة إنجاز أبولو (NASA)، وعمل كزميل في المعهد الأمريكي للمهندسين الكيميائيين وعضو في الأكاديمية الوطنية للمهندسين الكيميائيين. الهندسة.[109]
- هاري لورسكي (1950 بكالوريوس ، 1956 ماجستير ، 1959 دكتوراه ، هندسة كيميائية)، الرئيس السابق للجمعية النووية الأمريكية.[110]

- راسل إتش هيرمان جونيور (1951، الهندسة الكيميائية)، الرئيس السابق والرئيس التنفيذي لشركة Esso Eastern ، إحدى شركات إكسون، ونائب الرئيس التنفيذي السابق لشركة إيسو الأوروبية.[111]
- جون سينفيلت (1951 BS ، 1953 MS ، 1954 Ph.D. الهندسة الكيميائية)، الذي أدى بحثه حول الإصلاح التحفيزي إلى تطوير البنزين الخالي من الرصاص.
- ويليام إل ويس (1951، الهندسة الصناعية)، رئيس مجلس الإدارة والرئيس التنفيذي السابق لشركة أميريتك، إحدى شركات Baby Bells التي تم تشكيلها بعد تجريد AT&amp;T عام 1984.[112]

- توماس د. لارسون (1952 بكالوريوس ، 1959 ماجستير ، 1962 دكتوراه ، هندسة مدنية)، وزير النقل السابق في بنسلفانيا ، والمدير السابق للإدارة الفيدرالية للطرق السريعة ، ومدير مركز بنسلفانيا للنقل والسلامة.[113]
- جون سي فيلفورث (1952 بكالوريوس ، 1954 ماجستير ، هندسة صحية)، كبير المهندسين في هيئة الخدمات الصحية العامة الأمريكية.[114]

- لينكولن إيه واريل (1953، هندسة كيميائية)، صاحب العديد من شركات الحلويات والمُدرج إسمه في تصنيف (المتميزون في الحلويات).[115]

- بول جيه ويتز جونيور (1954، هندسة الطيران)، طيار الاختبار البحري ، رائد فضاء ناسا ، وقائد STS-6 ، أول رحلة لمكوك الفضاء تشالنجر .
- فرانك جابرون (1955 ماجستير ، هندسة ميكانيكية)، كبير مهندسي أبحاث الاحتراق في شركة يونايد تكنولوجيز والمسؤول عن التطوير الأولي لتقنية الاحتراق المستخدمة في محرك الصاروخ RL-10 . حصل جابرون أيضًا على جائزة NASA الإنجاز المتميز لعمله في تطوير المعدات المستخدمة خلال رحلات أبولو11 الفضائية.[116]
- Albertus D. Welliver (1956، الهندسة الميكانيكية)، نائب رئيس Boeing السابق ومدير طائرة بوينغ 777.[117]
- جيمس إي مارلي (1957، هندسة الطيران)، الرئيس التنفيذي السابق لشركة AMP الصناعية قبل استحواذها من قبل تايكو الدولية ، الآن TE Connectivity .
- تيد تي زابو (1958 دكتوراه في الهندسة الكيميائية)، أحد الناجين من أوشفيتز ورئيس قسم شركة يونيون كاربايد كوربوريشن.[118]
- يوسوك (1959، الهندسة الصناعية)، جنرال جيش الولايات المتحدة وقائد الجيش الأمريكي الثالث أثناء عملية درع الصحراء وعملية عاصفة الصحراء.
- فيث (1961 ماجستير ، 1964 دكتوراه في الهندسة الميكانيكية)، الباحث الرئيسي للعديد من تجارب الاحتراق في بعثات مكوك الفضاء، مؤلف أكثر من 230 ورقة بحثية و 200 ورقة مؤتمرات ، ومقدم أكثر من 200 محاضرة تمت دعوتها.[119]
- جويون بلوفورد (1964، هندسة الطيران)، عقيد في القوات الجوية الأمريكية، رائد فضاء سابق في ناسا، وأول أمريكي من أصل أفريقي في الفضاء.
- هارولد جيهمان جونيور (1965، الهندسة الصناعية) شغل منصب القائد العام لقيادة القوات المشتركة الأمريكية والقائد الأعلى لحلف شمال الأطلسي ، أتلانتيك حتى تقاعده في عام 2000. في عام 2003 تم تعيينه لرئاسة التحقيق في كارثة مكوك الفضاء كولومبيا.[120]
- توماس أ. باثجيت (1970، الهندسة المعمارية)، الرئيس والمدير التنفيذي لهندسة PWI والرائد في الهندسة المستدامة وجهود الحفاظ على الطاقة لمجمعات المباني منذ عام 1973.[121]

- جريجوري لوسير (1986، هندسة صناعية)، الرئيس والمدير التنفيذي لشركة إنفيتروجين.[122]
- مارك ألبرت (1980، هندسة بيئية)، رئيس حلول التوصيل المتكاملة.[123]

تضم هيئة التدريس السابقة أموس إي نيهارت ، وهو رائد في تعليم السلامة المرورية ومبتكر أول فصول لتعليم السائقين في الولايات المتحدة في عام 1933. اشتهر إينيونغ هام ، الأستاذ بولاية بنسلفانيا (1958-95) وزميل معهد التعليم الدولي ، بتطويره لتقنية المجموعة والبحث حول استخدام أجهزة الكمبيوتر في التصنيع وتخطيط العمليات.

## تصنيفات الكلية (الأولى)
- تم اعتماد برنامج الهندسة المعمارية في ولاية بنسلفانيا لأول مرة في عام 1936، وهو أقدم مناهج معتمدة باستمرار في البلاد في هذا المجال.
- في عام 1923، بدأ الأستاذ بول شفايتسر أحد برامج البحث المنهجية الأولى في هندسة الديزل في الولايات المتحدة.
- في عام 1909، تم إنشاء أول قسم أكاديمي للهندسة الصناعية وبرنامج البكالوريا في الدولة في ولاية بنسلفانيا.
- في عام 1960، أنشأت ولاية بنسلفانيا أول منهج وطني في تكنولوجيا الحالة الصلبة وفي عام 1962 أنشأت مختبر أبحاث المواد متعدد التخصصات.
- في عام 1965، قاد مهندس الفضاء بولاية بنسلفانيا بارنز دبليو ماكورميك فريقًا بحثيًا قام بأول قياسات لاضطراب اليقظة خلف طائرة كاملة الحجم.[126]